# Colonne sonore di Dragon Ball Kai
Questa pagina raccoglie le informazioni relative agli album musicali dell'anime Dragon Ball Kai.
Gli album sono costituiti da BGM (Background music), liriche, e le cosiddette "insert song", cioè canzoni extra che non si trovano nell'anime.

## Dragon Soul
Dragon Soul è l'album eseguito dal giovane Takayoshi Tanimoto (谷本 貴義?) che racchiude l'opening dell'anime Dragon Ball Kai (Dragon Soul), più una "Insert Song". Entrambe le canzoni sono in due versioni: quella normale (cantata), e quella Karaoke.

### Lista tracce
1. Dragon Soul
2. 無敵AURAのエナジー
Muteki AURA no Enajī/Energy of Invincible Aura
3. Dragon Soul (オリジナル・カラオケ)
Dragon Soul (Orijinaru Karaoke)/Dragon Soul (Original Karaoke)
4. 無敵AURAのエナジー (オリジナル・カラオケ)
Muteki AURA no Enajī (Orijinaru Karaoke)/Energy of Invincible Aura (Original Karaoke)

## Yeah! Break! Care! Break!
Yeah! Break! Care! Break! è l'album eseguito da Takayoshi Tanimoto (谷本 貴義?) e Saki Oshitani (押谷沙樹?). L'album racchiude l'ending dell'anime Dragon Ball Kai (Dragon Soul), più una "Insert Song". Entrambe le canzoni sono in due versioni: quella normale (cantata), e quella Karaoke.

### Lista tracce
1. Yeah! Break! Care! Break!
2. Over the Star
3. Yeah! Break! Care! Break! (オリジナル・カラオケ)
Yeah! Break! Care! Break! (Orijinaru Karaoke)/Yeah! Break! Care! Break! (Original Karaoke)
4. Over the Star (オリジナル・カラオケ)
Over the Star (Orijinaru Karaoke)/Over the Star (Original Karaoke)

## Dragon Ball Kai Vol. 1 OST
Dragon Ball Kai Vol. 1 OST Limited Edition OST è il primo album musicale di Dragon Ball Kai, composto dal noto compositore Kenji Yamamoto (山本 健司?). L'album contiene 33 tracce sonore dell'arco dei Saiyan.

### Lista tracce
1. ドラゴンボール改 〜タイトル〜
Doragon Bōru Kai ~Taitoru~/Dragon Ball Kai ~Title~
2. 大冒険の予感
Daibōken no Yokan/Premonition of a Grand Adventure
3. Dragon Soul（TVサイズ）〜
Dragon Soul (TV saizu)/Dragon Soul (TV Size)
4. ドラゴンボール改 〜サブタイトル〜
Doragon Bōru Kai ~Sabutaitoru~/Dragon Ball Kai ~Subtitle~
5. 運命
Unmei/Destiny
6. 抗えぬ力
Aragae nu Chikara/A Power that Cannot be Defied
7. 絶対絶命
Zettai Zetsumei/Desperate Situation
8. 強戦士、サイヤ人
Kyō Senshi Saiyajin/The Formidable Warrior, The Saiyan
9. 疾走バトル！
Shissō Batoru!/Scampering Battle!
10. 逆転挽回
Gyakuten Bankai/An Outcome-Switching Recovery
11. Dragon Soul 〜Orchestra ver.〜
12. 平穏な時間
Heion na Jikan/Tranquil Times
13. 大魔王現る
Daimaō Arawaru/Daimaou's Appears
14. 苦戦
Kusen/A Tough Struggle
15. 驚愕！
Kyōgaku!/Shock!
16. 広がりし戦雲
Hiroga Rishi SenKumo/The Clouds of War Spread
17. ドラゴンボール改 〜アイキャッチA〜
Doragon Bōru Kai ~Aikyacchi A~/Dragon Ball Kai ~Eyecatch A~
18. Win Tough Fight! 〜Guitar ver.〜
19. Over the Star 〜Piano ver.〜
20. ドラゴンボール改 〜アイキャッチB〜
Doragon Bōru Kai ~Aikyacchi B~/Dragon Ball Kai ~Eyecatch B
21. 予期せぬ事態
Yoki Senu Jitai/Unforeseen Circumstances
22. 戦いの幕開け
Tatakai no Makuake/The Curtain Rises on the Battle
23. 不安と焦燥
Fuan to Shousō/Anxiety And Unease
24. 大地を駆ける
Daichi wo Kakeru/Running Across the Land
25. KAME HOUSE
26. バブルス・ダンス
Baburusu - Dansu/Bubble's Dance
27. おののく瞬間
Ononoku Shunkan/A Moment For Shuddering
28. 緊迫の荒野
Kinpaku no Kōya/A Wasteland of Tension
29. レクイエム 〜死にゆくモノたちへ〜
Rekuiemu ~Shini Yuku Mono Tachihe~Requiem ~To Those Who Meet Their End/
30. 強者へ挑む勇士
Tsuwamonohe Idomu Yūshi/The Braveheart Challenges the Strong
31. 強大な敵
 Kyōdai na Teki/A Mighty Foe
32. Yeah! Break!
Yeah! Break! Care! Break! (TV saizu)/Yeah! Break! Care! Break! (TV size)
33. ドラゴンボール改 〜次回予告〜
Doragon Bōru Kai ~Jikai Yokoku/Dragon Ball Kai ~Next Episode Preview~

## Dragon Ball Kai Song Collection
Dragon Ball Kai Song Collection è una "compilation" musicale, composta da vari cantanti e band musicali come Yō Yamazaki (山崎燿?), Takayoshi Tanimoto (谷本 貴義?), Saki Oshitani (押谷沙樹?), Demon Kakka e addirittura doppiatori della serie animata come Aya Hirano (平野綾?) (voce di Chichi) e Ryō Horikawa (堀川りょう?) (voce di Vegeta).

### Lista tracce
1. Dragon Soul
2. CHASER!!
3. Win Tough Fight
4. 無敵AURAのエナジー
Muteki Aura no Enajī/Energy of Invincible Aura
5. 参上!!ギニュー特戦隊!!
Sanjō!! Ginyu Tokusentai!!/Take the Stage!! Ginyu Special-Squad!!
6. Over the Star
7. CURE～僕がここにいるよ～
CURE ~Boku ga Koko ni Iru yo~/CURE ~I'll Be Here~
8. Saiyan Blood
9. 超ドラゴンボール そる
Chō Dragon Soru/Super Dragon Soul
10. ただ凍える挽歌（Elegy） ～The Theme Of FREEZA～
Tada Kogoeru Banka ~The Theme Of FREEZA/Only A Chilling Elegy ~FREEZA's Theme~
11. ヤブレカブレ
Ya Bure Ka Bure/Yeah! Break! Care! Break!

## Dragon Ball Kai Vol. 2 OST
Dragon Ball Kai Vol. 2 OST è il secondo album musicale di Dragon Ball Kai, composto dal noto compositore Kenji Yamamoto (山本 健司?). L'album contiene 31 tracce sonore dell'arco di Freezer.

### Lista tracce
1. ドラゴンボール改 〜タイトル〜
Doragon Bōru Kai ~Taitoru
2. 大冒険の予感
Daibōken no Yokan
3. Dragon Soul（TVサイズ）
Dragon Soul (TV saizu)
4. ドラゴンボール改 〜サブタイトル〜
Doragon Bōru Kai ~Sabutaitoru~
5. 開戦！
Kaisen!
6. 孤高の戦士
Koko no Senshi
7. トレーニング★タイム
Torēningu - Taimu
8. 拮抗する戦い
Kikko Suru Tatakai
9. あれれ？
Arere?
10. 優雅な昼下がり
Yūga na Hirusagari
11. 予感
Yokan
12. 見知らぬ脅威
Mishiranu Kyōi
13. 不気味な静けさ
Bukimi na Shizukesa
14. 闘いの舞踏曲
Tatakai no Rondo
15. 戦雲
Senun
16. 勇士の凱旋
Yūshi no Gaisen
17. 新たなる冒険へ
Aratanaru Bōken e
18. 「CHASER!!」 〜Synth.ver〜
[CHASER!!] ~Synth.ver~
19. 「CURE!! 僕がここにいるよ」〜Synth.ver〜
[CURE!! Boku ga Koko ni Iru yo] ~Synth.ver~
20. 神の誘い
Kami no Sasoi
21. ナメック星の日々
Namekku Hoshi no Hibi
22. 筋斗雲ーっ！
Suji to Kumōtsu
23. 天から授かる幸せ
Tenkara Sazukaru Shiawase
24. 安堵の協奏曲
Ando no Kyōsōkyoku
25. 悲惨な情景
Hisan na Jōkei
26. つらい選択
Tsurai Sentaku
27. 明日への道
Ashita Heno Michi
28. 悲しみの涙
Kanashimi no Namida
29. 戦いの果てに
Tatakai no Hate ni
30. 神々のボレロ
Kamigami No Borero/Kamigami No Borero
31. Yeah! Break! Care! Break!（TVサイズ）
Yeah! Break! Care! Break!

## Wings of the Heart
Wing of the Heart è una raccolta musicale di quattro brani eseguiti dal noto coro giapponese Dragon Team. L'album racchiude le canzoni Wing of the Heart, il secondo ending dell'anime Dragon Ball Kai e The Rain Throughout the World, una "insert song".

### Lista tracce
1. 心の羽根
Kokoro no Hane/Wings of the Heart
2. 世界中の雨
Sekaijū no Ame/The Rain Throughout the World
3. 心の羽根（off vocal ver.）
Kokoro no Hane (off vocal ver.)/Wings of the Heart (off vocal ver.)
4. 世界中の雨（off vocal ver.）
Sekaijū no Ame (off vocal ver.)/The Rain Throughout the World (off vocal ver.)

## Dragon Ball Kai Soundtrack III & Songs
Dragon Ball Kai Soundtrack III & Songs è il terzo album musicale di Dragon Ball Kai, sempre composto da Kenji Yamamoto (山本 健司?). L'album contiene 29 tracce sonore dell'arco degli Androidi e di Cell

### Lista tracce
1. ドラゴンボール改 〜タイトル〜
Doragon Bōru Kai ~Taitoru~/Dragon Ball Kai ~Title~
2. 大冒険の予感
Daibōken no Yokan/Premonition Of A Grand Adventure
3. Dragon Soul （TV-size） （オープニング・テーマ）
Dragon Soul ( TV-size ) ( Ōpuningu - Tēma )/Dragon Soul （TV-size） （Opening Theme）
4. ドラゴンボール改~サブタイトル~
Doragon Bōru kai ~ Sabutaitoru ~/DragonBall Kai ~Subtitle~
5. 必死の援護
Hisshi no Engo/Frantic Cover
6. 「謎」
(Nazo)/"Mystery"
7. 新たな敵の出現
Arata na Teki no Shutsugen/A New Foe Rears His Head
8. 奇怪な生物
Kikai na Seibutsu/Creature Of Marvel
9. たったひとりの戦士
Tattahitorino Senshi/The Lone Warrior
10. 熾烈な闘い
Shiretsu na Tatakai/The Fierce Battle
11. 一進一退
Sshin Ittai/The Ebb And The Flow
12. Ominous Silence~不気味な静けさ~
Ominous Silence~ Bukimi na Shizukesa /Ominous Silence ~Bukimi na Shizukesa~
13. My 18th Magic
My 18th Magic/My 18th Magic
14. 戦いの幕開け ~ロング・バージョン~
Tatakai no Makuake ~ Rongu - Bājon ~/The Curtain Rises On The Battle ~Long Version~
15. 交響曲「変身」
Kōkyōkyoku (Henshin)/Symphonic "Transformation"
16. 悲壮な運命
Hisō na Unmei/A Grim Fate
17. サタンの舞曲
Satan no Bukyoku/Satan's Song And Dance
18. セルゲームのお知らせ
Serugēmu no Oshirase/News Of The Cell Game
19. 壮絶な対決
Sōzetsu na Taiketsu/Heroic Face-off
20. ピアノ組曲「覚醒」
Piano Kumikyoku (kakusei)/Piano Suite "Waking Up"
21. 勝利への一撃
Shōri Heno Ichigeki/One Hit To Victory
22. 神龍の復活
Shinryū no Fukkatsu/The Rebirth Of Shen Long
23. 不可思議な現象
Fukashigi na genshō/A Wondrous Phenomenon
24. 込み上げる勇気
Komi Ageru Yūki/Courage Fills The Heart
25. 勝者のダンス
Shōsha no Dansu/The Victor's Dance
26. 喜びは静かに
Yorokobi ha Shizuka ni/The Joy Turns To Silence
27. つかの間の平穏
Tsukano Mano Heion/Transient Peace
28. 心の羽根 （TV-size） （エンディング・テーマ）
Kokoro no Hane ( TV-size ) ( Endeingu - Tēma )/Wings Of The Heart （TV-size） （Ending Theme）
29. 次回予告 （「心の羽根」ver.）
Jikaiyokoku (kokoro no hane ver.)/Next Episode Preview （"Wings Of the Heart" Ver.）

## Crediti

### Dragon Soul
- Takayoshi Tanimoto

### Yeah! Break! Care! Break!
- Takayoshi Tanimoto
- Saki Oshitani

### Dragon Ball Kai Vol. 1 OST
- Kenji Yamamoto
- Takayoshi Tanimoto

### Dragon Ball Kai Song Collection
- Takayoshi Tanimoto
- Yō Yamazaki
- Saki Oshitani
- Aya Hirano
- Ryō Horikawa
- Demon Kakka

### Dragon Ball Kai Vol. 2 OST
- Kenji Yamamoto
- Takayoshi Tanimoto

### Wings of the Heart
- Dragon Team

### Dragon Ball Kai Soundtrack III & Songs
- Takayoshi Tanimoto
- Kenji Yamamoto
- Takeshi Kusao
- Canon
- Kenji Ootsuki
- Dragon Team